# Junta de dilatació
Una junta de dilatació és un element d'unió entre dos tubs de metall o de fusta imnoavançada, dues barres, etc., que és capaç d'absorbir els esforços que apareixen amb les variacions de longitud produïdes per efectes tèrmics (dilatació tèrmica).

## Galeria

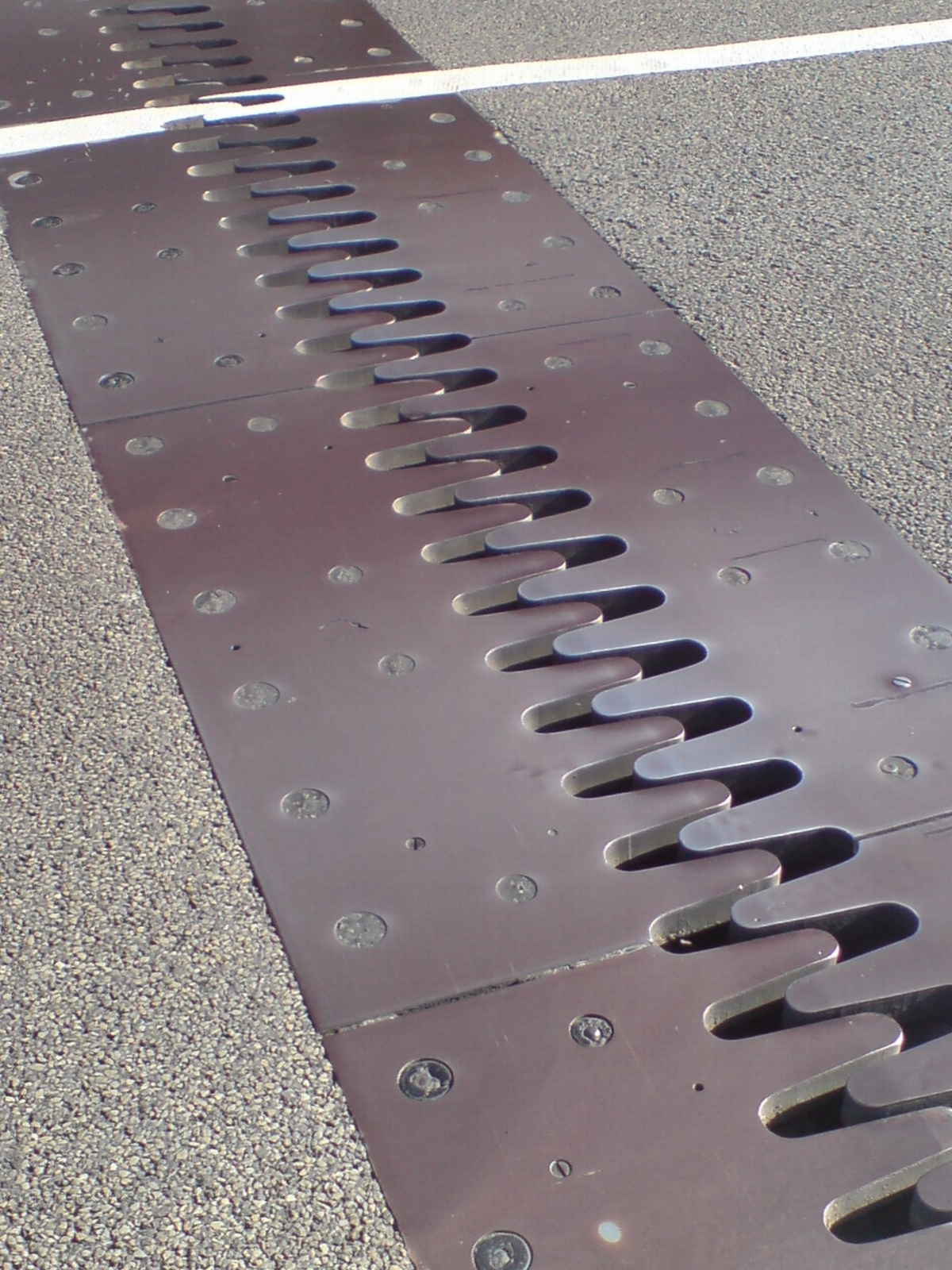
Junta de dilatació d'un pont vista des de dalt
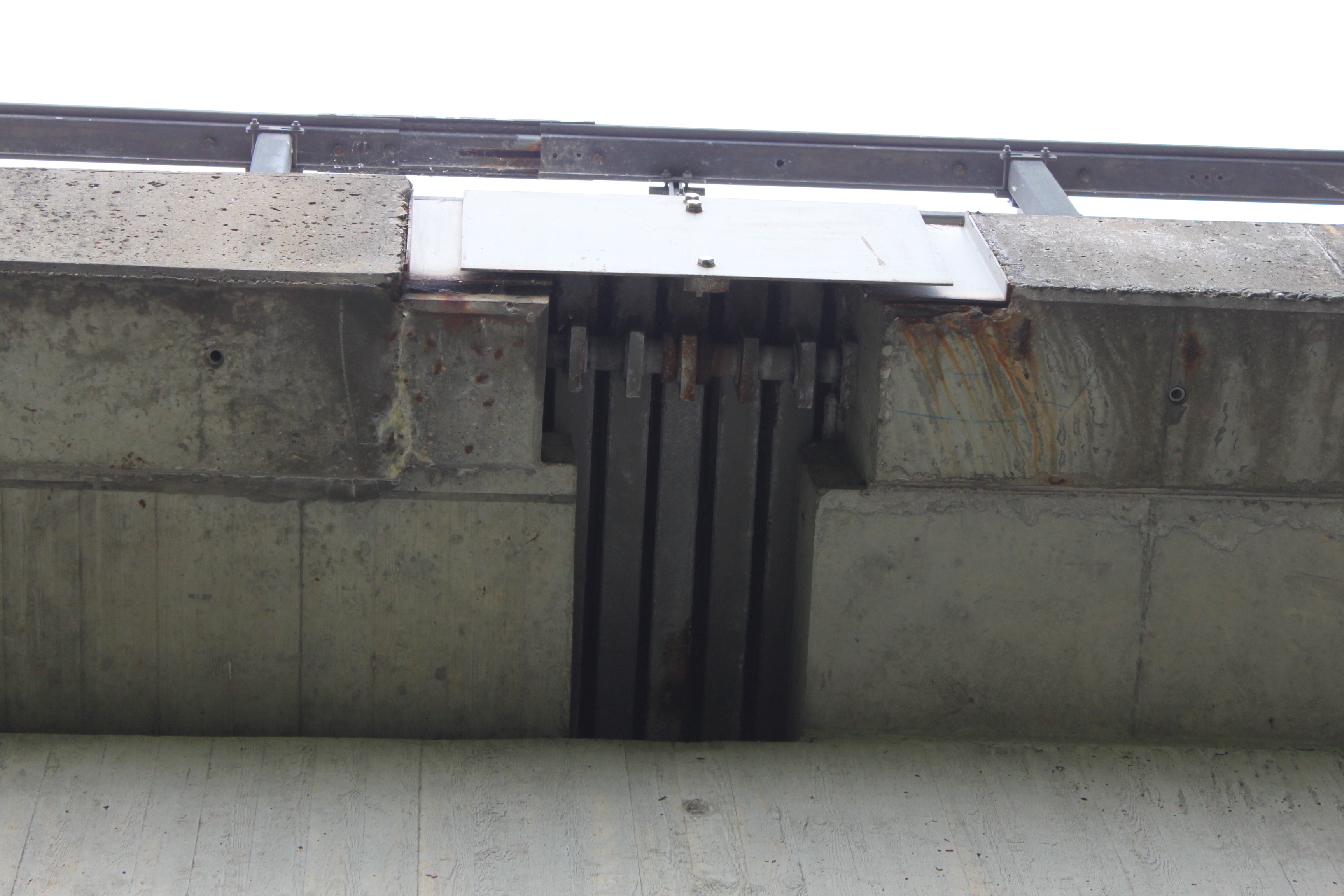
Junta de dilatació d'un pont vista des de baix
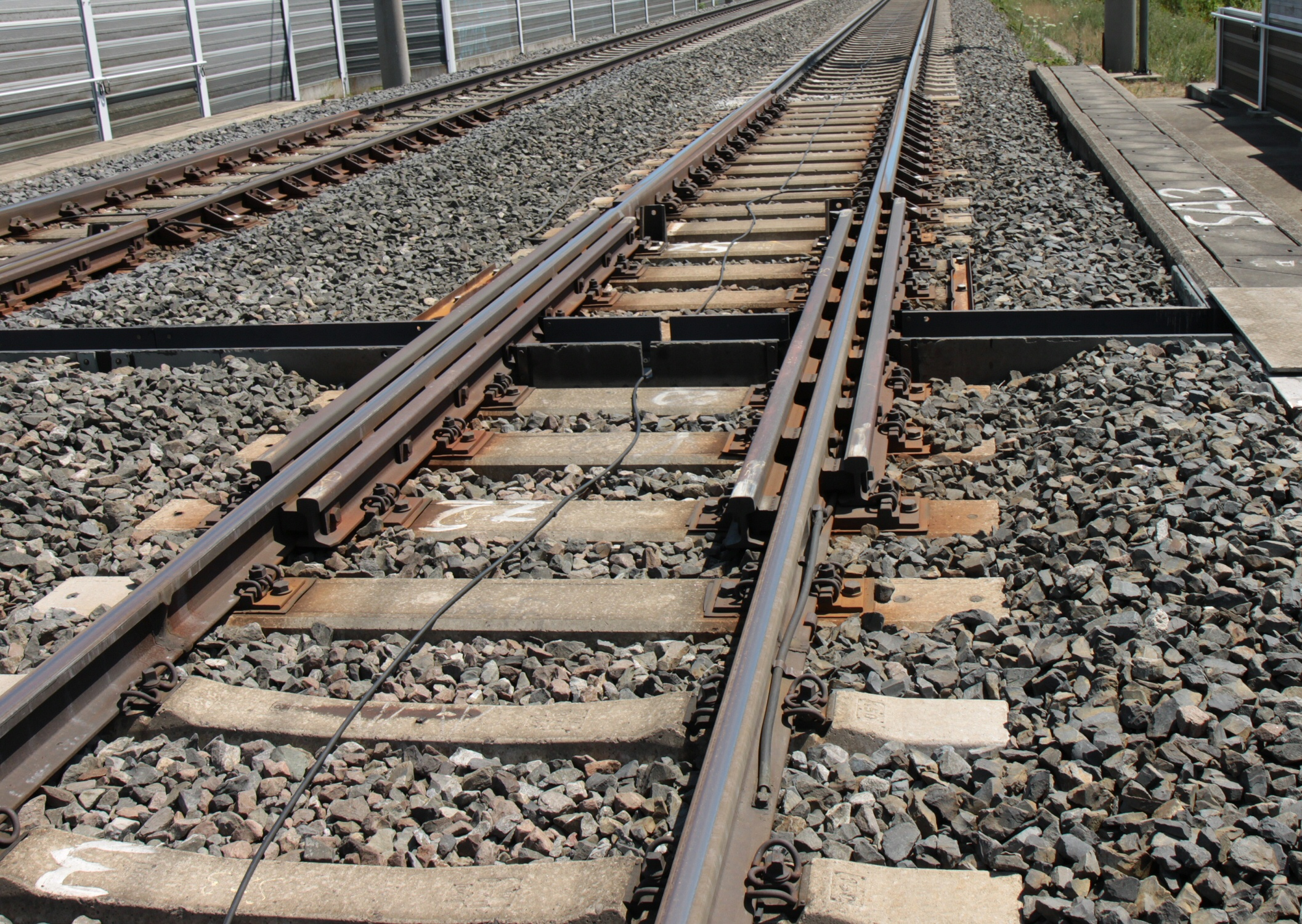
Junta de dilatació en una via fèrria
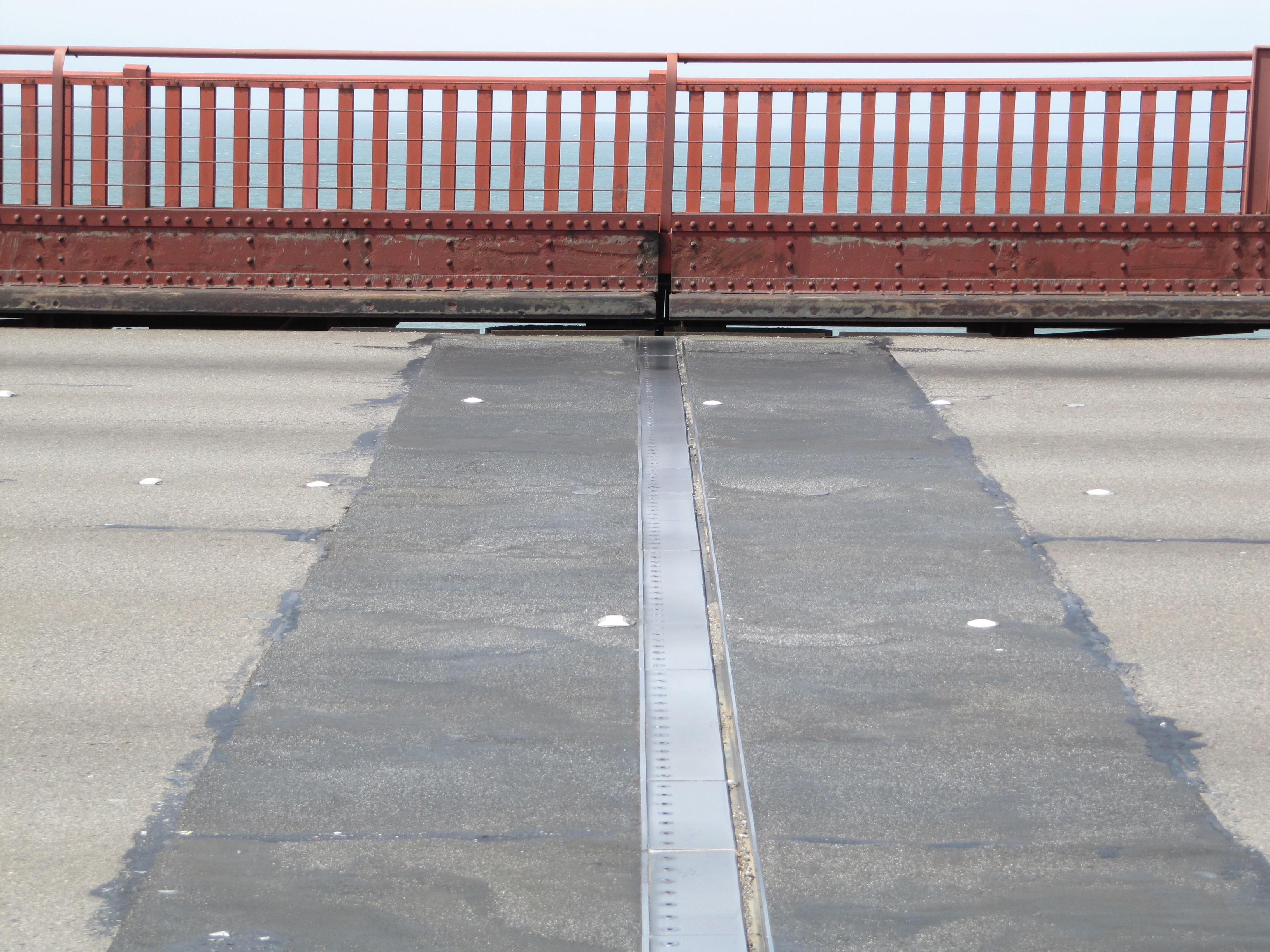
Junta de dilatació del Pont Golden Gate